# 梅普爾鎮區 (愛荷華州艾達縣)
梅普爾鎮區（英語：Maple Township）是位於美國愛荷華州艾達縣的一個行政鎮區。

## 地方資料
根據2010年美國人口普查的數據，梅普爾鎮區的面積為91.71平方千米，當中陸地面積為91.50平方千米，而水域面積為0.21平方千米。當地共有人口896人，而人口密度為每平方千米9.77人。